# Scribner (Nebraska)
Scribner es una ciudad ubicada en el condado de Dodge en el estado estadounidense de Nebraska. En el Censo de 2010 tenía una población de 857 habitantes y una densidad poblacional de 505,95 personas por km².

## Geografía
Scribner se encuentra ubicada en las coordenadas 41°39′49″N 96°39′51″O / 41.66361, -96.66417. Según la Oficina del Censo de los Estados Unidos, Scribner tiene una superficie total de 1.69 km², de la cual 1.65 km² corresponden a tierra firme y (2.29%) 0.04 km² es agua.

## Demografía
Según el censo de 2010, había 857 personas residiendo en Scribner. La densidad de población era de 505,95 hab./km². De los 857 habitantes, Scribner estaba compuesto por el 95.68% blancos, el 0.47% eran afroamericanos, el 0.82% eran amerindios, el 0.7% eran asiáticos, el 0% eran isleños del Pacífico, el 0.47% eran de otras razas y el 1.87% pertenecían a dos o más razas. Del total de la población el 0.93% eran hispanos o latinos de cualquier raza.